# Ziggo
Ziggo B.V. és l'operador de cable més gran dels Països Baixos, proporcionant serveis de televisió per cable (digital i analògic), Internet de banda ampla, i servei telefònic a clients residencials i empreses.

## Història
L'empresa és el resultat de la fusió entre Multikabel, @Home Network i Casema i fou llençada oficialment el 16 de maig de 2008. Més tard es va fusionar amb UPC Nederland, en el primer quart de 2015, que en aquells temps era la segona empresa de cable més gran dels Països Baixos. Va mantenir el nom de marca Ziggo. Els seus competidors principals són KPN i CanalDigitaal.
La majoria del capital de participació era fins a 2012 propietat de dos empreses d'inversió privades: Cinven i Warburg Pincus.
El 21 de març de 2012, Ziggo va ser llistada en la borsa NYSE Euronext i més tard incorporada al midcap índex de capital d'inversió d'AMX . A més, hi ha opcions va comerciar en el Ziggo participació.
Cinven I Warburg Pincus van començar a reduir la seva participació en Ziggo fins que van sortir l'abril 2013.
El març 2013 Liberty Global va adquirir una participació del 12.65% de Ziggo. que va augmentar a 15% l'abril i al 28.5% el juliol.
El 27 de gener de 2014 Liberty Global va anunciar que adquiria totes les participacions restants de Ziggo per € 10 bilions.

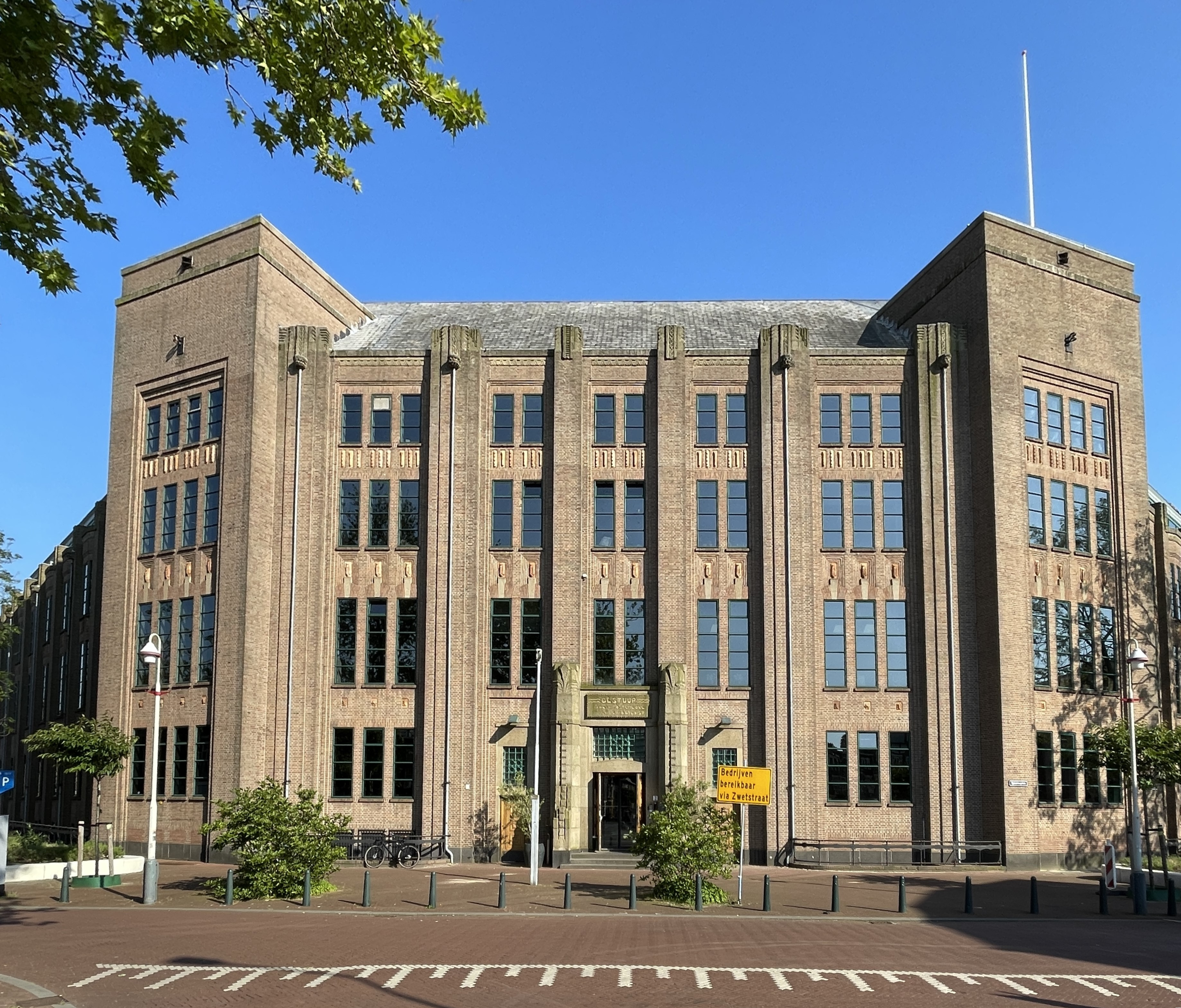
Oficina regional de Ziggo al Spaarneplein 2, El Hague